# Marcos Barbosa
Dom Marcos Barbosa, OSB, nascido Lauro de Araújo Barbosa (Cristina, MG, 12 de setembro de 1915 — Rio de Janeiro, RJ, 5 de março de 1997) foi um monge beneditino brasileiro e padre católico, escritor, poeta e membro da Academia Brasileira de Letras.

## Vida
Nascido em Minas Gerais, bacharelou-se em ciências jurídicas e sociais pela Faculdade Nacional de Direito da Universidade Federal do Rio de Janeiro. Durante a vida universitária, participou intensamente do Centro Dom Vital e da Ação Católica Universitária.

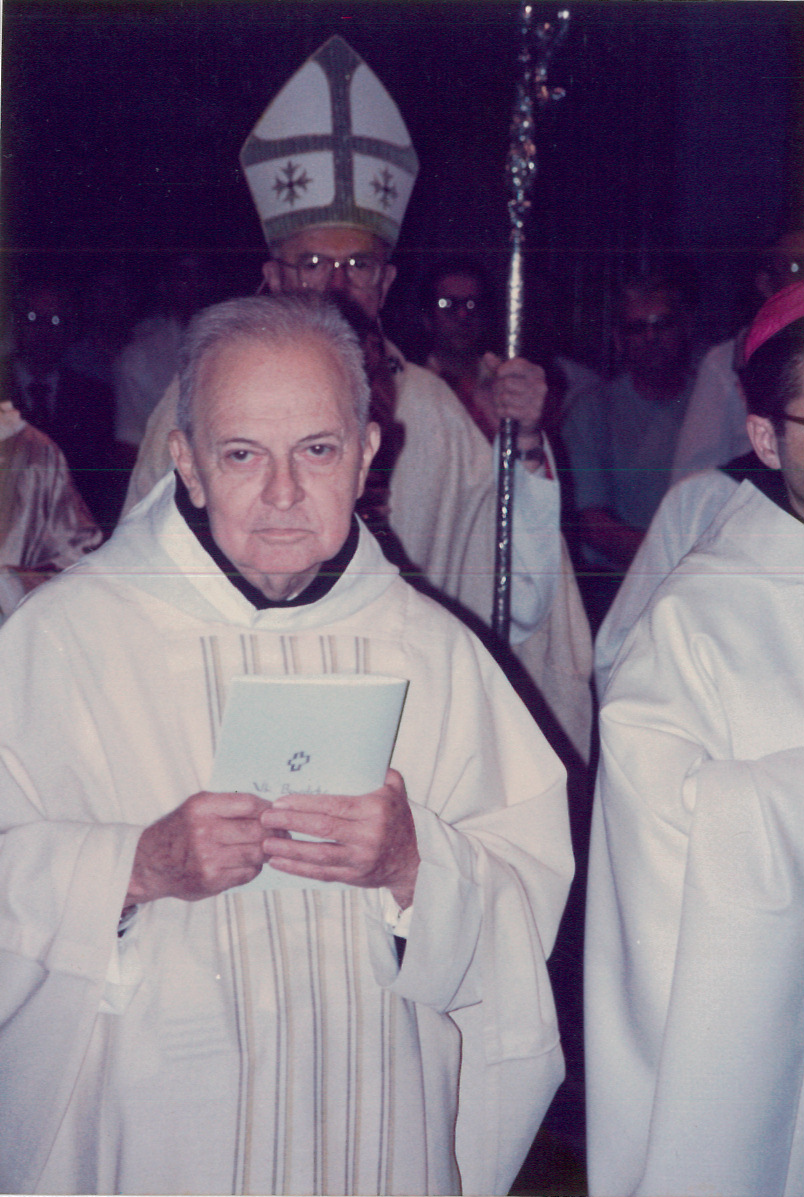
D. Marcos Barbosa em celebração presidida pelo cardeal D. Eugênio Sales, arcebispo do Rio de Janeiro entre 1971 e 2001.

Ao concluir o curso de direito, iniciou estudos em literatura classicista, que interrompeu ao entrar para a ordem beneditina em 1940, ordenando-se sacerdote em 1946.
Escreveu diversas crônicas em jornais e revistas, mantendo uma coluna semanal no Jornal do Brasil.  Tornou-se secretário particular de Alceu Amoroso Lima.  Foi tradutor das conhecidas obras: O Pequeno Príncipe, O Menino do Dedo Verde e Marcelino Pão e Vinho. É autor do hino do XXVI Congresso Eucarístico Internacional, realizado no Rio de Janeiro em 1955. 
Manteve um programa de rádio na Rádio Jornal do Brasil, intitulado Encontro Marcado.

## Obra
- Teatro (1947)
- Livro do Peregrino (1955)
- XXXVI Congresso Eucarístico Internacional (1955)
- A noite será como o dia: autos de Natal (1959)
- O livro da família cristã (1960)
- Poemas do Reino de Deus (1961)
- Mãe nossa, que estais no céu (sem data);
- Para a noite de Natal: poemas, autos e diálogos (1963)
- Para preparar e celebrar a Páscoa: autos, diálogos e fogo cênico (1964)
- Eis que vem o Senhor (1967)
- O livro de Tobias (1968)
- Oratório e vitral de São Cristóvão (1969)
- Um menino nos foi dado, org. de Lúcia Benedetti. In: Teatro infantil (1974)
- Manifestações de Autonomia Literária: A Escola Mineira e outros movimentos. In: História da Cultura Brasileira (2 vols., 1973-1976)
- Arte Sacra (1976)
- Nossos amigos, os Santos (1985)
- Congonhas, Bíblia de cedro e de pedra, coautoria com Hugo Leal (1987)
- Um encontro com Deus: Teologia para leigos (1991)
- As vinte e seis andorinhas (1991)
- Poemas para crianças e alguns adultos (1994).

## Poemas
A principal obra poética de D. Marcos Barbosa é o livro Poemas do Reino de Deus, publicado pela primeira vez em 1961 e com uma segunda edição de 1980. O poema que dá nome ao livro é um dos mais lembrados do autor, sobretudo seus versos iniciais ("Varredor que varres a rua,/ tu varres o Reino de Deus."). Esse poema foi publicado em 1939, na revista A Ordem, do Centro Dom Vital, quando D. Marcos ainda era estudante universitário.
O Reino de Deus
Varredor que varres a rua,
tu varres o Reino de Deus.

Não foi nesta rua que o Cristo,
sangrando, passou?

Varredor que varres a rua,
tu varres o Reino de Deus.

Nesta rua o Cristo passa diariamente
naqueles que têm parte com ele,
que comeram da sua carne
e beberam do seu sangue.

Varredor que varres a rua,
tu varres o Reino de Deus.

O Reino de Deus se aproxima.
O Reino Total.
Não mais haverá a tristeza do exílio:
a Terra Prometida virá de repente,
de árvores vergadas ao peso dos frutos,
de leite e de mel correndo nas ruas.

Virá - ó varredor - a multidão dos quatro cantos de terra,
do oriente e do ocidente, do norte e do sul.
(Pois se as coisas passarão, as Palavras não passam, e haverá um só rebanho e um só Pastor.)

É preciso que esteja a praça bem limpa, ó varredor,
quando soar o chamado do Grande Rei,
que com os Doze vai julgar as tribos de Israel.

As árvores se desfolharão num tapete macio.
As luzes se apagarão causando pânico.
Mas o céu desabará numa chuva de estrelas,
ferindo a escuridão das pupilas humanas.

Cairá, como os ídolos do Egito, a estátua da mulher nua,
que oferece o seu corpo aos homens que passam,
mas tem a cabeça de ouro e os pés de barro.

Púrpura e ouro cobrirão o pedestal em que ela estava,
de joelhos, num culto pagão. Sobre ele se assentará o Grande Rei
(que repousa os seus pés no peito do Anticristo, prometido escabelo)
e assistirá, terrível, ao desfile dos homens.

Uns virão curvados sob o peso do ouro.
Mal poderão se aproximar do Rei.
Mas, os que não trazem bolsa e nem bordão,
poderão tocar-lhe a orla da túnica,
com as mãos vazias e limpas.

O Cristo passará, em meio à multidão, uma linha divisória,
definitiva e irrevogável,
nítida como a sombra do sol forte
de encontro à palmeira do oriente.

A direita estarão os benditos de seu Pai,
que o deixaram nu no Calvário, que lhe deram vinagre quando tinha sede,
mas aprenderam a amá-lo na figura do Pobre.

Enquanto à esquerda se ouvirem choros e ranger de dentes,
uivos e imprecações,
a direita exultará de alegria,
subindo pela escada de Jacó,
agitando nas mãos os ramos verdes.

Com as suas chagas cicatrizadas, o Cristo irá à frente,
seguido da Virgem e dos Apóstolos,
dos Mártires e dos Confessores,
das Virgens e das Viúvas,
dos Poetas e dos Varredores.

Todos se entenderão em várias línguas,
porque serão cheios do Espírito Santo.

Um coro de vozes se elevará: os salmos serão ricos de um novo sentido,
pois os eleitos serão puros como as criancinhas,
de cuja boca embebida de leite
sai um louvor perfeito,
que nenhum iguala.

Os corpos,
sóbrios como os vasos antigos,
esbeltos como os cedros do Líbano,
reconquistarão a nudez primitiva.

O sol e a lua apagarão seu brilho,
porque tudo será luz.

E Deus,
contemplando o cortejo harmonioso,
que avança como a esposa ornada de pedrarias,
não mais se arrependerá de ter criado o homem.

E, cansado do trabalho divino (que durou, para ele, apenas sete dias),
descansará a cabeça santíssima
no seio da sua Igreja, sem ruga nem mancha.
Outro poema célebre de D. Marcos Barbosa é o Cântico de Núpcias, que chegou a ser declamado em uma telenovela e é ainda hoje usado no contexto de casamentos. Na década de 1980, foi produzida uma dissertação de mestrado na Universidade do Texas com análise e tradução de alguns poemas do monge brasileiro para o inglês.
D. Marcos Barbosa é o autor da poesia do hino do XXXVI Congresso Eucarístico Internacional, realizado no Rio de Janeiro em 1955, musicado pelo maestro Maximiliano Hellman. O hino foi traduzido para diversas línguas, sendo a tradução para o inglês feita pelo monge trapista Thomas Merton. 
Do céu desceu a chuva, a gota entrou no chão;
a terra deu a uva, a espiga deu o grão.

Refrão:
De todo o canto, vinde, correi,
foi posta a mesa do nosso Rei.

O homem com carinho curvou a rude mão;
de uva faz o vinho, do trigo faz o pão.

Do céu desceu a graça, Maria a recebeu;
qual procissão que passa no seio traz um Deus!

À mesa dos mortais, o Cristo se assentou;
os mais doces sinais na sua mão tomou...

É sangue o que era vinho, é corpo o que era pão.
A mim, a cruz, o espinho, a ti, a refeição!

Por tal comida forte, meu povo, caminhai;
vencei a vida e a morte, de volta para o Pai!

## Prêmios
- Cidadão Honorário do Município do Rio de Janeiro (1984)
- Prêmio de Poesia Pen Clube do Brasil (1986)
- Condecoração de Chévalier des Arts et des Lettres, da República Francesa (1990)
- Prêmio São Sebastião de Cultura da Arquidiocese do Rio de Janeiro, como Personalidade do Ano (1995).

## Academia Brasileira de Letras
Foi eleito em 20 de março de 1980 para a cadeira 15, de Olavo Bilac, da Academia Brasileira de Letras, na sucessão de Odilo Costa Filho, sendo recebido em 23 de maio de 1980 pelo acadêmico Alceu Amoroso Lima.